# Litavka
Il Litavka è un fiume di piccole dimensioni situato nella zona sud-occidentale della Repubblica Ceca, affluente del fiume Berounka. Nasce nelle colline attorno a Brdy, a 765 metri d'altezza, e ha una lunghezza di 54,9 km, passando attraverso Příbram, fino alla città di Beroun, dove sbocca nel Berounka.
Ha diversi tributari: sul suo lato sinistro i torrenti Obecniký e Červený si immettono nel fiume, mentre sulla destra i suoi affluenti sono il Přibramský, il Chumava e il Suchomastský.
Pur non essendo un fiume particolarmente adatto alla navigazione, il Litavka è adatto per la pratica di sport acquatici tra Březové Hory (Příbram) e Lochovice.